# György Luntzer

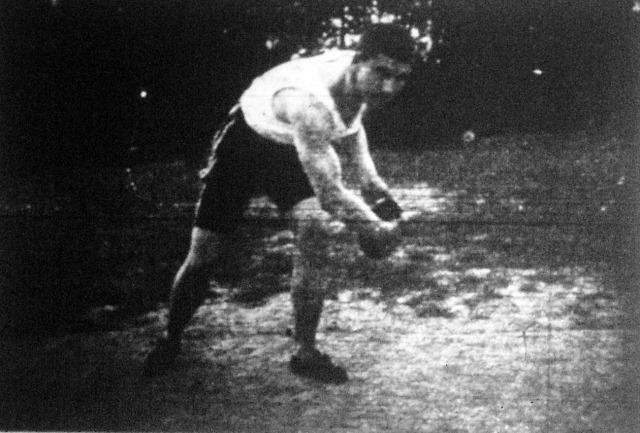
György Luntzer 1906

György Luntzer (* 23. August 1886 in Pozsony; † 11. März 1942 in Kolozsvár) war ein ungarischer Leichtathlet und Ringer.
Bei den Olympischen Zwischenspielen 1906 in Athen wurde er Fünfter im Diskuswurf (griechischer Stil) und Zehnter im Fünfkampf. Im Diskuswurf (freier Stil) kam er nicht unter die ersten fünf, im Speerwurf (freier Stil) nicht unter die ersten elf. Bei den Olympischen Spielen 1908 in London wurde er Siebter im Diskuswurf. Sowohl im Diskuswurf (griechischer Stil) wie auch im Speerwurf (freier Stil) schied er in der Vorrunde aus. 1912 in Stockholm belegte er im Diskuswurf den 21. Platz. Im beidhändigen Diskuswurf gelang ihm mit der linken Hand kein gültiger Versuch.
1908 in London schied er beim griechisch-römischen Ringen im Halbschwergewicht in der ersten Runde aus.
1908, 1912 und 1915 wurde er nationaler Meister im Diskuswurf.